# En kort en lang
En kort en lang er en dansk spillefilm fra 2001. Filmen handler om bøsseparret Jacob (spillet af Mads Mikkelsen) og Jørgen (spillet af Troels Lyby). Filmen er instrueret og skrevet af Hella Joof, der også har produceret komedierne Oh Happy Day og Fidibus. Af andre kendte danske skuespillere medvirker blandt andre Ditte Gråbøl, Peter Frödin og Ghita Nørby.
Titelsangen "En kort en lang" blev skrevet af Martin Brygmann og sunget af svenske Lisa Nilsson. Han skrev også "Vent på mig", som blev sunget af Peter Frödin og Jimmy Jørgensen. Den blev et stort radiohit og var 2003-2007 den mest spillede sang på P3 og P4.

## Medvirkende
- Mads Mikkelsen - Jacob – Arkitekt
- Troels Lyby - Jørgen
- Charlotte Munck - Caroline
- Jesper Lohmann - Tom – Pilot
- Oskar Walsøe - Oskar
- Peter Frödin - Frederik
- Nikolaj Steen - Mads
- Ditte Gråbøl - Inge
- Morten Kirkskov - Adrian
- Henning Jensen - Palle
- Pernille Højmark - Ellen
- Ellen Hillingsø - Anne
- Ghita Nørby - Bine
- Thomas Winding - Hans Henrik
- Klaus Bondam - Præsten

## Eksterne links
- En kort en lang officiel hjemmeside
- En kort en lang på Internet Movie Database (engelsk)
- En kort en lang på Filmdatabasen
- En kort en lang på danskefilm.dk
- En kort en lang på danskfilmogtv.dk
- En kort en lang på Scope
- En kort en lang i Svensk Filmdatabas (svensk)
- En kort en lang på AlloCiné (fransk)
- En kort en lang på MovieMeter (nederlandsk)
- En kort en lang på AllMovie (engelsk)
- En kort en lang hos British Film Institute (engelsk)